# Kathrin Eipert

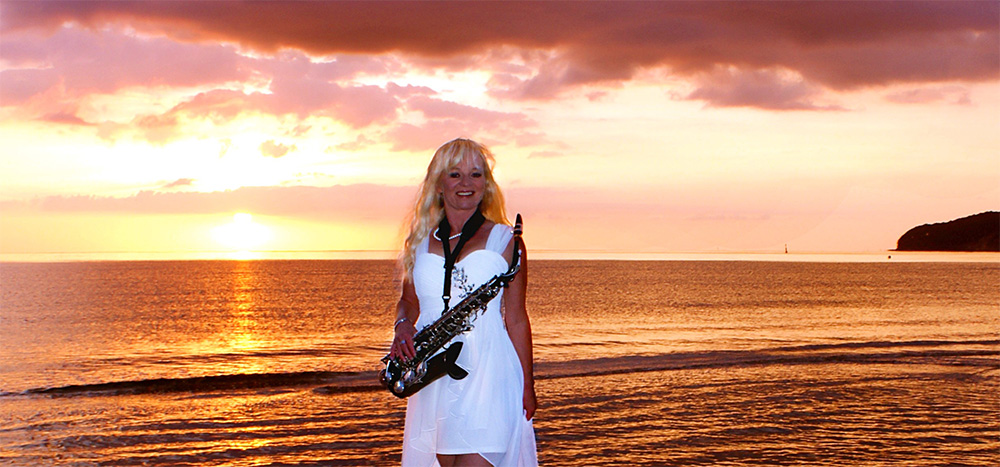
Kathrin Eipert, 2015

Kathrin Eipert (* 20. Juli 1967 in Brehna) ist eine deutsche Saxophonistin.

## Leben
Eipert wurde als Tochter von Inge (Musiklehrerin) und Martin Eipert (Architekt) im heutigen Sandersdorf-Brehna, Stadtteil Carlsfeld geboren. Im Alter von sieben Jahren erlernte sie an der Musikschule Blockflöte und Akkordeon, später Klavier und Saxophon. Es folgte der Berufsausweis als Saxophonistin und Musikpädagogin am Konservatorium in Halle.
Eipert arbeitet freischaffend als Berufsmusikerin. Sie ist Solistin für Saxophon und kreierte ihre eigene Saxophonshow Sax & more, wo sie singt, Saxophon spielt, choreographiert und moderiert. Weltweit einmalig ist die Show durch ihren Live-Auftritt mit Saxophon in einem zwei Meter großen Luftballon. Ihr Repertoire umfasst sowohl Klassik als auch Pop, Rock und Funk sowie Coverversionen bekannter Welthits und eigens für sie komponierte Stücke. Gemeinsam mit dem Pianisten und Bariton Gunter Ecke gibt Eipert Konzerte von Rock bis Klassik. Außerdem arbeitet sie als Studiomusikerin.
Sie trat als Saxophonistin in diversen Fernsehsendungen auf wie Weihnachten bei uns mit Inka Bause, Außenseiter-Spitzenreiter oder Unterwegs in Sachsen-Anhalt. Sie spielte die deutsche Nationalhymne beim Europameisterschafts-Boxkampf für Timo Hoffmann, für Nena die musikalische Laudatio zum Erhalt des Bronzenen Bären in der Komischen Oper in Berlin oder für Harry Belafonte zur Hope Gala.
1998 gründete Kathrin Eipert mit ihrem Lebenspartner Peter Kolb die private Musik – und Unterhaltungsschule Amadeus. In ihrer Heimatstadt Brehna engagiert sie sich mit Benefizkonzerten für die Stadt- und Klosterkirche Brehna. Sie wurde für ihr Engagement zum Ehrenmitglied der Fördervereins ernannt. Ehrenamtlich ist Eipert als künstlerische Leiterin des Kinder- und Jugend Saxophonorchester Sax & Fun e. V. aktiv, welches sie 1999 gründete.
Kathrin Eipert wurde 2022 mit dem Bundesverdienstkreuz am Bande ausgezeichnet.
Mit ihrer musikpädagogischen Arbeit popularisiert sie das Saxophonspiel insbesondere unter Kindern und Jugendlichen, und als Leiterin des Orchestervereins Sax & Fun führt sie gleich mehrere Generationen zusammen.

## Diskografie

### Alben
- 2000: Sax&Fun
- 2004: Sax&Fun Rock
- 2009: 10 Jahre Sax und Fun
- 2014: Sax on Christmas

### Singles
- 1997: Thats your way
- 2006: Schwanenkönig
- 2007: Hommage to Bette Midler

### Sampler
- 1997: Stars für Unicef 97
- 1998: Schlager Gala 98
- 2000: Der beste Mix der schönsten Hits 2000
- 2000: Instrumental Dreams 2000